# Zawiesina koloidalna
Zawiesina koloidalna – układ koloidalny, w którym ośrodkiem dyspersyjnym jest ciecz, a cząstkami rozproszonymi są bardzo drobne cząstki stałe. Zawiesina koloidalna jest, obok piany i emulsji, jedną z postaci liozoli (zwanych częściej ogólnie zolami).